# John Gay
John Gay (Barnstaple, condado de Devon, 30 de Junho de 1685 – Londres, 4 de Dezembro de 1732) foi um poeta e dramaturgo inglês do século XVIII.
Com um estilo neoclássico, escreveu poesia no estilo de Milton, farsas e comédias. Ele está enterrado na Abadia de Westminster.

## Principais obras
- The Present State of Wit - 1711
- The Rural Sports - 1713
- The Shepherd's Week - 1714
- The What D'ye Call It - 1715
- Trivia, or The Art of Walking the Streets of London - 1716
- Acis and Galatea - 1718
- Poems on Several Occasions - 1720
- Fifty-one Fables in Verse - 1727
- The Beggar's Opera - 1728 com arranjo musical de Johann Christoph Pepusch
- Polly - 1729
- Achilles - 1733
- The Distress'd Wife - 1734
- Fables - 1738

Em português
- A ópera do mendigo. (tradução de Caetano Galindo). Curitiba: Editora UFPR, 2007. ISBN 9788573351811